# 6408 Saijo
6408 Saijo este un asteroid din centura principală de asteroizi.

## Descriere
6408 Saijo este un asteroid din centura principală de asteroizi. A fost descoperit pe 28 octombrie 1992 la Kitami de Kin Endate și Kazuro Watanabe. El prezintă o orbită caracterizată de o semiaxă mare de 2,87 ua, o excentricitate de 0,04 și o înclinație de 1,6° în raport cu ecliptica.